# Oncorhynchus gorbuscha
O salmão-rosado ou salmão-rosa (Oncorhynchus gorbucha) é um peixe do género Oncorhynchus.
Os jovens salmões-rosados permanecem pouco tempo na água doce, migrando para o mar pouco depois da eclosão. Voltam ao fim de 18 meses para desovar na mesma água doce onde nasceram, morrendo em seguida. Esta espécie também é conhecida pela bossa lateral fortemente pronunciada no dorso dos machos adultos, antes da desova.